# バート・ミュンダー・アム・ダイスター
バート・ミュンダー・アム・ダイスター (ドイツ語: Bad Münder am Deister) は、ドイツ連邦共和国ニーダーザクセン州ハーメルン＝ピルモント郡に属す市である。

## 地理

### 位置
バート・ミュンダーは連邦道B442号線沿いに位置する。この街は森に覆われたダイスター山とヴェーザーベルクラント地方のジュンテル山との間でハーメルンの北にあたる。ハーメル川がこの街の中を流れている。

### 市の構成
| - バート・ミュンダー - バケーデ - ベーバー - ベッバー - ブルルゼン - エーゲストルフ (ジュンテル) - アイムベックハウゼン - フレーゲッセン | - ハッハミューレン - ハーメルシュプリンゲ - ハスペルデ - クライン・ジュンテル - ルットリングハウゼン - ネッテルレーデ - ニーンシュテット - ロールゼン |

## 歴史

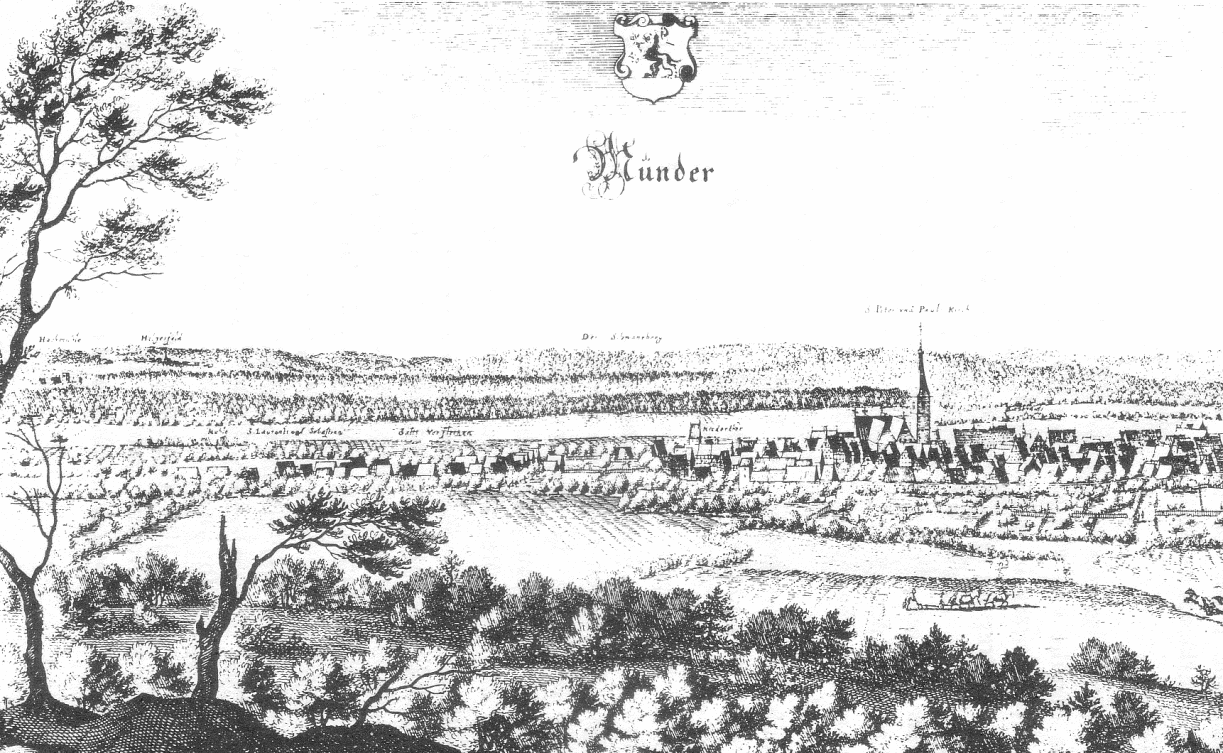
1650年頃のバート・ミュンダーを描いた銅版画

ダイスター＝ジュンテルタールのこの集落は、840年頃に「Munimeri」として初めて文献に記録されている。塩泉、硫黄泉、マグネシウム泉の効用は古くから知られていた。修道士らは、時には約 50 km の道程を厭わず塩泉のためにミンデンから徒歩で旅をした。このことから「Mindener Sold」という名前が付けられ、時代とともに「Mündener Sold」となったとされる。しかし実際には、地名の由来は定かでない。ミュンダーが確実に現れるのは、1033年の皇帝コンラート2世の文書で「..Munnere..」として記述されている。1033年から始まった塩の産出は1924年に停止された。現在のハーメルシュプリンゲ地区には、1306年にロックムの修道院から別れたシトー会修道院が創設された。
1519年から1523年のヒルデスハイムのフェーデの時代と、三十年戦争の時代にこの街は完全に破壊された。1872年にミュンダーは、ハノーファー - アルテンベーケナー鉄道会社の鉄道網に接続した。1936年にミュンダーはクアシュタット（温泉都市）の地位を獲得し、ミュンダーからバート・ミュンダーに改名した。現在この温泉街は歴史的木組み建築や砂岩建築が建つ魅力的な旧市街を有している。現在この都市は、ガラス産業や家具産業の他、主に健康保養業や観光業によって生計を立てている。
2002年9月9日の鉄道事故により4万リットルの化学物質エピクロロヒドリンが漏洩した。

## 行政

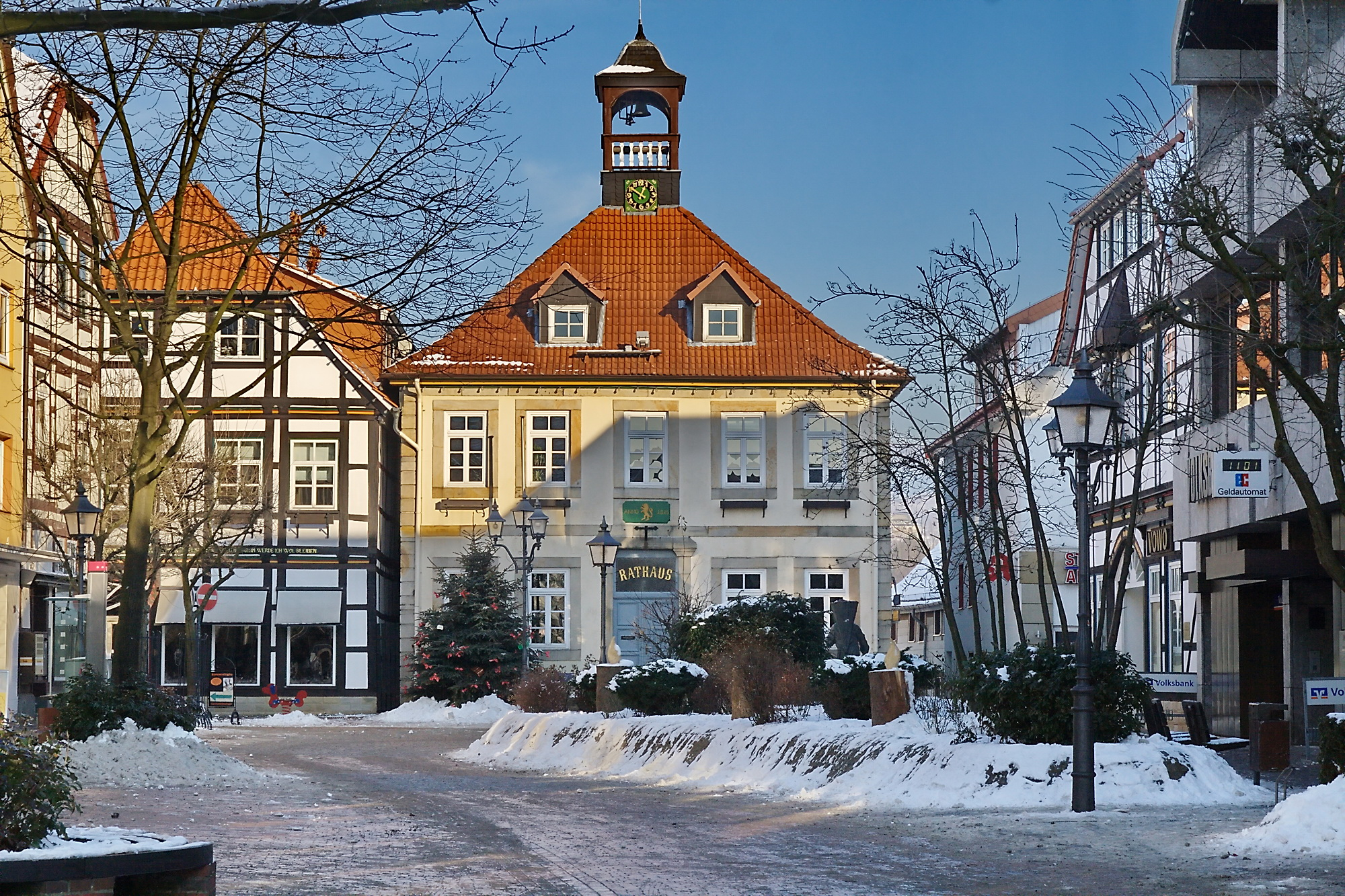
市庁舎と市街中心部

### 市議会
バート・ミュンダー市議会は、32人の議員と市長からなる。

## 文化と見所
- 歩行者専用地区の Söltjerbrunnen
- 温泉・風景公園の枝条架（製塩装置）
- ハーメルシュプリンゲ地区のハーメル川水源
- ダイスター山のツィーゲンブーヒェ（ブナの木）
- ジュンテル塔
- ジュンテルのベルクシュミーデ（山の鍛冶屋）
- ジュンテルの薄暮
- ダイスターアレーのユダヤ人墓地: この墓地には1826年から1917年までの28基の墓石があるが、多くは破壊の跡を留めている。最後の埋葬は1937年になされ、1938年11月9日に破壊され、1939年に閉鎖された。1941年にこの土地は私人に売却され、1960年からユダヤ人の地方連合の所有となった。1961年、この墓地は再開され、2008年に垣根と門が新たに取り替えられた。

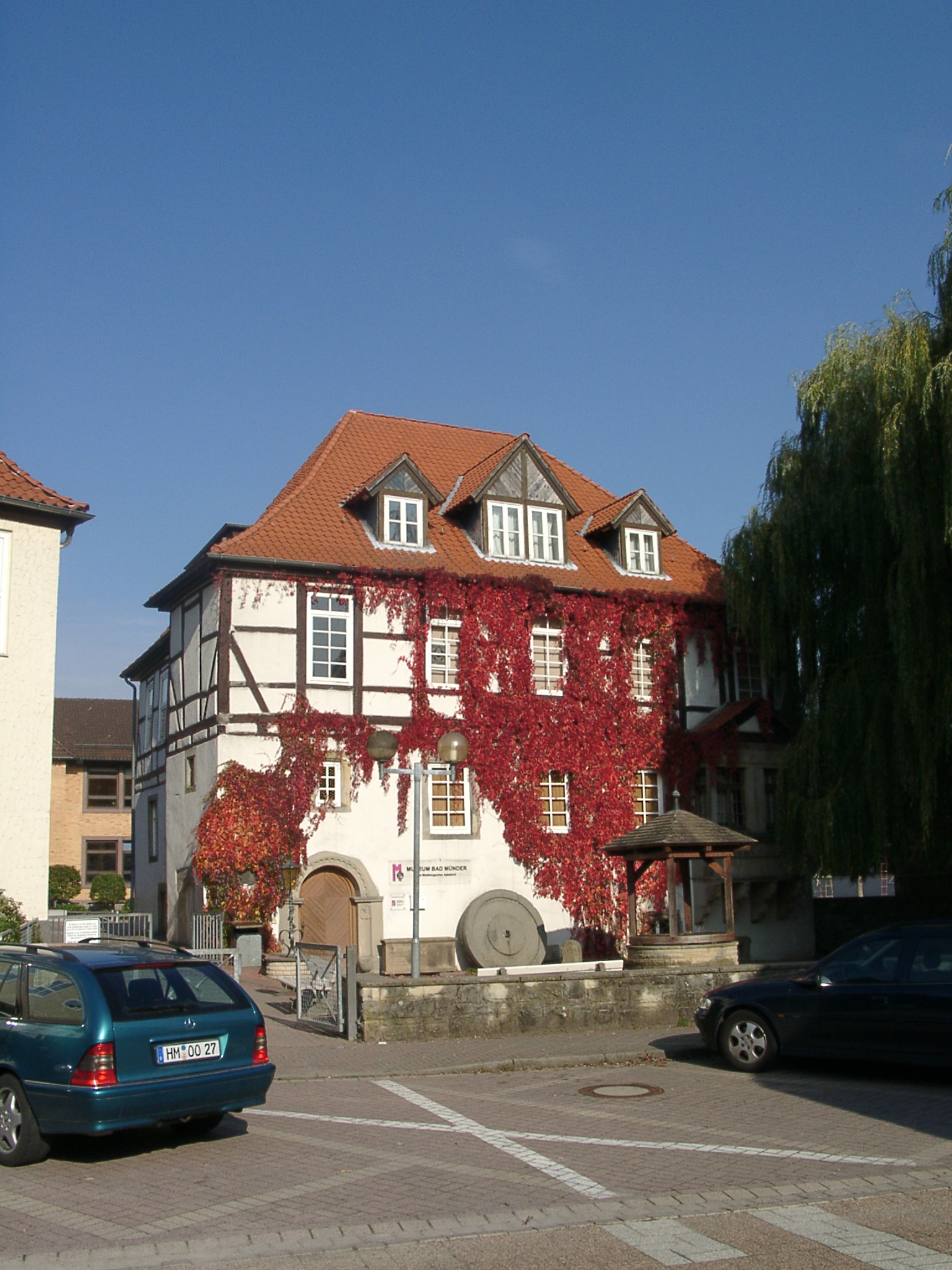
ヴェットベルクシェン・アーデルスホーフの博物館

### 博物館
市の中核部には、ニーダーザクセン郷土連盟の地方グループが運営する2つの博物館がある。
- ケラー通り13番の、ヴェットベルクシェン・アーデルスホーフの博物館はいくつものコレクションを展示している。地質学や考古学の出土品の他、生活調度品も見ることができる。
- 2007年に博物館としてオープンしたケラー通り19番のビュルガーハウスは、1880年頃に建設された市内に自作農地を持つ市民の家である[2]。

アイムベックハウゼン地区にも博物館がある。
- ドイツ椅子博物館は2003年に開館した[3]。

### 音楽
- マルティン・シュミット・コンツェルトザール: 定期的にイベントが開催される。
- マイスターコンツェルテ
- カルチャー・イン・シャーフシュタル（エーゲシュトルフ地区）
- 夏の間、定期的にイベントが開催されるクアムシェル
- ペトリ＝パウリ教会でのコンサートシリーズ「クラングホリツォンテ」と夕べの音楽

### 建築
- 1528年建造の塔を現在も有するバート・ミュンダーのプロテスタント＝ルター派ペトリ＝パウリ教会は1840年に新設されたものである。
- 17世紀のバート・ミュンダーのヴェットベルク＝ブルクホーフ（ヴェーザールネサンス様式）
- 13世紀のバート・ミュンダーのシュタインホーフ

### 公園
この温泉町には広さ 14 ha の温泉・風景公園がある。この公園はスイスのランドスケープ・アーキテクト、ディーター・キエナストによって設計されたもので、数多くの種類の植物があり、中にはこの地固有の珍しいジュンテルブーヒェ（ブナの仲間）もある。旧ラウレンティウス墓地には老木の木立と古い墓石がある。

### 自然文化財
ヴェルムート通りには1850年頃に植えられたジュンテルブーヒェがある。この他の自然文化財としては、ハーメルシュプリンゲ地区にあるハーメル川の水源がある。

## 経済と社会資本
バート・ミュンダー・アム・ダイスターには、ガラス容器製造の Ardagh Glass Germany GmbH の9つある工場のうちの1つがある。

### 交通
この街は、連邦道B442号線およびB217号線経由でハーメルン、ハノーファーおよびアウトバーンA2号線に接続している。
鉄道ハノーファー - アルテンベーケン線沿いのバート・ミュンダー（ダイスター）駅は、ハノーファーSバーン5号線パーダーボルン - ハーメルン - ハノーファー中央駅 - ハノーファー空港線が利用している。

### 公共施設
- GeTour GmbHのツーリスト・インフォメーション
- ローメルバート: 鉱泉源を有する屋外プール
- 児童・青少年センター・ポイント

### 教育
- バート・ミュンダー、バケーデ、アイムベックハウゼン、ハッハミューレン、フレーゲッセンの基礎課程学校
- エイブラハム・リンカーン実科学校
- アストリッド・リンドグレーン・シューレ
- ハインリヒ・ヴィルヘルム・コプフ本課程学校
- KGSバート・ミュンダー（本課程学校）
- IG BCE（建築、化学、エネルギー産業共同体）のヴィルヘルム・ゲフェラー教育センター
- Goldenen Rosenkreuzの国際学校
- ニーダーザクセン州学習研究所
- バート・ミュンダー＝H.ベーンケ音楽学校および専門販売業学校
- リハビリテーション支援アカデミー: 理学療法士、作業療法士のための再教育・訓練施設
- バート・ミュンダー子供音楽学校

## 人物

### 出身者
- アウグスト・フリードリヒ・ポット（1802年 - 1887年）言語学者
- ヒルデガルト・ファルク（1949年 - ）陸上選手。1972年ミュンヘンオリンピック女子800mの優勝者。

## 引用
1. ↑  Landesamt für Statistik Niedersachsen, LSN-Online Regionaldatenbank, Tabelle A100001G: Fortschreibung des Bevölkerungsstandes, Stand 31. Dezember 2023
2. ↑  博物館のウェブサイト、2010年8月21日 内容確認
3. ↑  椅子博物館のウェブサイト、2010年10月29日 内容確認